# 212723 Klitschko
212723 Klitschko este un asteroid din centura principală de asteroizi.

## Descriere
212723 Klitschko este un asteroid din centura principală de asteroizi. A fost descoperit pe 14 septembrie 2007 la observatorul astronomic din Andrușivka. Asteroidul prezintă o orbită caracterizată de o semiaxă mare de 2,42 ua, o excentricitate de 0,15 și o înclinație de 3,1° în raport cu ecliptica.